# Cunila ramamoorthiana
Cunila ramamoorthiana là một loài thực vật có hoa trong họ Hoa môi. Loài này được M.R.Garcia-Pena mô tả khoa học đầu tiên năm 1989.